# Portal Tomb von Knockroe

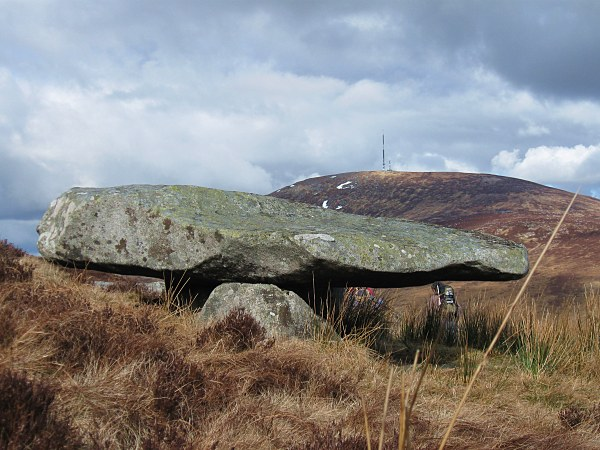
Portal Tomb von Knockroe

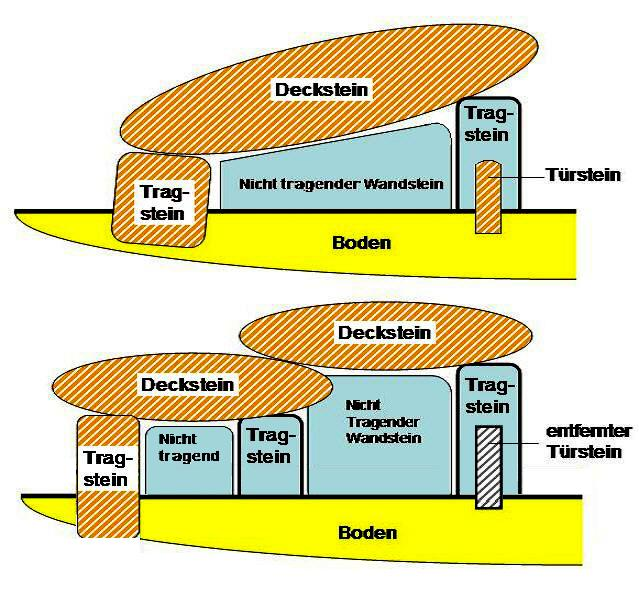
Schema irischer Portal Tombarten

Das Portal Tomb von Knockroe (irisch An Cnoc Rua) liegt bei Rathgeran im County Carlow bzw. Kiltealy im County Wexford in den Knockroe Mountains im Süden des County Carlow, nahe der Grenze zum County Wexford in Irland. Als Portal Tombs werden in Irland und Großbritannien Megalithanlagen bezeichnet, bei denen zwei gleich hohe, aufrecht stehende Steine mit einem Türstein dazwischen, die Vorderseite einer Kammer bilden, die mit einem zum Teil gewaltigen Deckstein bedeckt ist.
Das Ost-West orientierte Portal Tomb ist mit seiner Rückseite in den Berg eingearbeitet. Der nahezu horizontal aufliegende Deckstein ist 3,7 m lang, 2,7 m breit und bis zu 0,7 m dick. Er liegt etwa 0,7 m über dem mit Kies bedeckten Kammerboden. Unter dem Deckstein scheinen sich Markierungen ähnlich den Schälchen (englisch cups) zu befinden, aber dies müsste eine Ausgrabung bestätigen. Nur einer der beiden unter dem Gewicht des Decksteins nach innen verkippten Portalsteine befindet sich, in jetzt 1,2 m Höhe, unter dem Stein. Es gibt Hinweise auf Trockenmauerwerk an der Rückseite. Auf der Oberfläche des Decksteins ist eine hufeisenförmige Eintiefung von 0,17 × 0,12 m, deren Alter ungewiss ist. Die südliche Seite zeigt ein Spiralmotiv von etwa 0,4 m Durchmesser.